# Handball-Weltmeisterschaft der Männer 2011/Platzierungsspiele
Dies sind die Spielergebnisse der Platzierungsspiele der Handball-Weltmeisterschaft der Männer 2011.

## Spiele um Plätze 21 bis 24
| 22. Januar 2011                     | 22. Januar 2011 | 22. Januar 2011 | 22. Januar 2011 | 22. Januar 2011 |
| ----------------------------------- | --- | --- | --- | --- |
| 16:00 Uhr                           | Australien | – | Chile | 21:29 (6:17) |
| Tore:                               | Krajnc (2/1), Calvert (4/2), Fletcher (1), Kodric (1), Parmenter (6), Subotic (3), Kelly (4) – Cornejo Paredes (2), Feuchtmann Perez (3/1), Feuchtmann Perez (4), Maurin Garcia (3), Salinas Munoz (5), Martinez Chavez (5), Araya Proboste (4/1), Chacana Araya (2), Valenzuela Dupre (1)   | Krajnc (2/1), Calvert (4/2), Fletcher (1), Kodric (1), Parmenter (6), Subotic (3), Kelly (4) – Cornejo Paredes (2), Feuchtmann Perez (3/1), Feuchtmann Perez (4), Maurin Garcia (3), Salinas Munoz (5), Martinez Chavez (5), Araya Proboste (4/1), Chacana Araya (2), Valenzuela Dupre (1)   | Krajnc (2/1), Calvert (4/2), Fletcher (1), Kodric (1), Parmenter (6), Subotic (3), Kelly (4) – Cornejo Paredes (2), Feuchtmann Perez (3/1), Feuchtmann Perez (4), Maurin Garcia (3), Salinas Munoz (5), Martinez Chavez (5), Araya Proboste (4/1), Chacana Araya (2), Valenzuela Dupre (1)   | Krajnc (2/1), Calvert (4/2), Fletcher (1), Kodric (1), Parmenter (6), Subotic (3), Kelly (4) – Cornejo Paredes (2), Feuchtmann Perez (3/1), Feuchtmann Perez (4), Maurin Garcia (3), Salinas Munoz (5), Martinez Chavez (5), Araya Proboste (4/1), Chacana Araya (2), Valenzuela Dupre (1)   |
|                                     | Malmö – 1766 Zuschauer – Schiedsrichter: Lazaar / Reveret (Frankreich) | | | |
| 20:30 Uhr                           | Bahrain | – | Brasilien | 30:37 (15:17) |
| Tore:                               | Madan (3), Merza (1), Jawher (2), Madan (5), Alsayyad (5/1), Yahya (1), Merza (2), Yusuf (3), Almaqabi (6/1), Ali (2) – Bonfim (3), Cardoso (4), Silva (5), Pacheco (3), Tupan Ruy (3), Bortolini (5/2), Pires (3), Ribeiro (2), Chiuffa (6), Teixeira (3)                                   | Madan (3), Merza (1), Jawher (2), Madan (5), Alsayyad (5/1), Yahya (1), Merza (2), Yusuf (3), Almaqabi (6/1), Ali (2) – Bonfim (3), Cardoso (4), Silva (5), Pacheco (3), Tupan Ruy (3), Bortolini (5/2), Pires (3), Ribeiro (2), Chiuffa (6), Teixeira (3)                                   | Madan (3), Merza (1), Jawher (2), Madan (5), Alsayyad (5/1), Yahya (1), Merza (2), Yusuf (3), Almaqabi (6/1), Ali (2) – Bonfim (3), Cardoso (4), Silva (5), Pacheco (3), Tupan Ruy (3), Bortolini (5/2), Pires (3), Ribeiro (2), Chiuffa (6), Teixeira (3)                                   | Madan (3), Merza (1), Jawher (2), Madan (5), Alsayyad (5/1), Yahya (1), Merza (2), Yusuf (3), Almaqabi (6/1), Ali (2) – Bonfim (3), Cardoso (4), Silva (5), Pacheco (3), Tupan Ruy (3), Bortolini (5/2), Pires (3), Ribeiro (2), Chiuffa (6), Teixeira (3)                                   |
|                                     | Lund – 550 Zuschauer – Schiedsrichter: Lopez / Ramirez (Spanien) | | | |
| 23. Januar 2011 – Spiel um Platz 23 | | | | |
| 16:00 Uhr                           | Australien | – | Bahrain | 23:33 (11:19) |
| Tore:                               | Stojanovic (2), Schofield (2), Blondell (6/1), Parmenter (1), Fletcher (2), Krajnc (3/1), Hedges (1), Kelly (1), Calvert (5) – Alfardan (1), Ali (3), Alsayyad (7/1), Yusuf (4), Jawher (4/3), Madan (2), Merza (12)                                                                         | Stojanovic (2), Schofield (2), Blondell (6/1), Parmenter (1), Fletcher (2), Krajnc (3/1), Hedges (1), Kelly (1), Calvert (5) – Alfardan (1), Ali (3), Alsayyad (7/1), Yusuf (4), Jawher (4/3), Madan (2), Merza (12)                                                                         | Stojanovic (2), Schofield (2), Blondell (6/1), Parmenter (1), Fletcher (2), Krajnc (3/1), Hedges (1), Kelly (1), Calvert (5) – Alfardan (1), Ali (3), Alsayyad (7/1), Yusuf (4), Jawher (4/3), Madan (2), Merza (12)                                                                         | Stojanovic (2), Schofield (2), Blondell (6/1), Parmenter (1), Fletcher (2), Krajnc (3/1), Hedges (1), Kelly (1), Calvert (5) – Alfardan (1), Ali (3), Alsayyad (7/1), Yusuf (4), Jawher (4/3), Madan (2), Merza (12)                                                                         |
|                                     | Malmö – 724 Zuschauer – Schiedsrichter: Geipel / Helbig (Deutschland) | | | |
| 23. Januar 2011 – Spiel um Platz 21 | | | | |
| 18:00 Uhr                           | Brasilien | – | Chile | 28:18 (13:11) |
| Tore:                               | Cardoso (5), Pacheco (5/5), Chiuffa (2), Tupan Ruy (2), Bortolini (3), Pires (1), Ribeiro (6), Oliveira (3), Pozzer (1) – Feuchtmann Perez (2), Maurin Garcia (2), Salinas Munoz (1), Feuchtmann Perez (7), Chacana Araya (1), Martinez Chavez (3/1), Oneto Zuniga (1), Valenzuela Dupre (1) | Cardoso (5), Pacheco (5/5), Chiuffa (2), Tupan Ruy (2), Bortolini (3), Pires (1), Ribeiro (6), Oliveira (3), Pozzer (1) – Feuchtmann Perez (2), Maurin Garcia (2), Salinas Munoz (1), Feuchtmann Perez (7), Chacana Araya (1), Martinez Chavez (3/1), Oneto Zuniga (1), Valenzuela Dupre (1) | Cardoso (5), Pacheco (5/5), Chiuffa (2), Tupan Ruy (2), Bortolini (3), Pires (1), Ribeiro (6), Oliveira (3), Pozzer (1) – Feuchtmann Perez (2), Maurin Garcia (2), Salinas Munoz (1), Feuchtmann Perez (7), Chacana Araya (1), Martinez Chavez (3/1), Oneto Zuniga (1), Valenzuela Dupre (1) | Cardoso (5), Pacheco (5/5), Chiuffa (2), Tupan Ruy (2), Bortolini (3), Pires (1), Ribeiro (6), Oliveira (3), Pozzer (1) – Feuchtmann Perez (2), Maurin Garcia (2), Salinas Munoz (1), Feuchtmann Perez (7), Chacana Araya (1), Martinez Chavez (3/1), Oneto Zuniga (1), Valenzuela Dupre (1) |
|                                     | Lund – 650 Zuschauer – Schiedsrichter: Badura / Ondogrecula (Slowakei) | | | |

## Spiele um Plätze 17 bis 20
| 22. Januar 2011                     | 22. Januar 2011 | 22. Januar 2011 | 22. Januar 2011 | 22. Januar 2011 |
| ----------------------------------- | --- | --- | --- | --- |
| 14:00 Uhr                           | Tunesien | – | Österreich | 25:26 (14:12) |
| Tore:                               | Ayed (5/4), Gharbi (3), Alouini (6), Touati (3), Mrabet (2), Tej (3), Hedoui (3) – Bozovic (2), Friede (2), Abadir (1), Mayer (2), Szilagyi (4), Wöss (1), Jochum (2), Weber (6/2), Wilczynski (1), Fölser (5)                                                         | Ayed (5/4), Gharbi (3), Alouini (6), Touati (3), Mrabet (2), Tej (3), Hedoui (3) – Bozovic (2), Friede (2), Abadir (1), Mayer (2), Szilagyi (4), Wöss (1), Jochum (2), Weber (6/2), Wilczynski (1), Fölser (5)                                                         | Ayed (5/4), Gharbi (3), Alouini (6), Touati (3), Mrabet (2), Tej (3), Hedoui (3) – Bozovic (2), Friede (2), Abadir (1), Mayer (2), Szilagyi (4), Wöss (1), Jochum (2), Weber (6/2), Wilczynski (1), Fölser (5)                                                         | Ayed (5/4), Gharbi (3), Alouini (6), Touati (3), Mrabet (2), Tej (3), Hedoui (3) – Bozovic (2), Friede (2), Abadir (1), Mayer (2), Szilagyi (4), Wöss (1), Jochum (2), Weber (6/2), Wilczynski (1), Fölser (5)                                                         |
|                                     | Kristianstad – Zuschauer – Schiedsrichter: Marina/Minore (Argentinien) | | | |
| 16:30 Uhr                           | Rumänien | – | Slowakei | 33:38 (19:22) |
| Tore:                               | Jurca (1), Stamate (9), Toma (1), Georgescu (1), Florea (2), Novanc (5), Sabou (1), Fenici (5), Ghionea (8/4) – Kukucka (7), Tumidalsky (1), Niznan (1), Tarhai (5), M. Stranovsky (7/4), Urban (4), Antl (5/1), Petro (2), Kopco (6)                                  | Jurca (1), Stamate (9), Toma (1), Georgescu (1), Florea (2), Novanc (5), Sabou (1), Fenici (5), Ghionea (8/4) – Kukucka (7), Tumidalsky (1), Niznan (1), Tarhai (5), M. Stranovsky (7/4), Urban (4), Antl (5/1), Petro (2), Kopco (6)                                  | Jurca (1), Stamate (9), Toma (1), Georgescu (1), Florea (2), Novanc (5), Sabou (1), Fenici (5), Ghionea (8/4) – Kukucka (7), Tumidalsky (1), Niznan (1), Tarhai (5), M. Stranovsky (7/4), Urban (4), Antl (5/1), Petro (2), Kopco (6)                                  | Jurca (1), Stamate (9), Toma (1), Georgescu (1), Florea (2), Novanc (5), Sabou (1), Fenici (5), Ghionea (8/4) – Kukucka (7), Tumidalsky (1), Niznan (1), Tarhai (5), M. Stranovsky (7/4), Urban (4), Antl (5/1), Petro (2), Kopco (6)                                  |
|                                     | Kristianstad – 2490 Zuschauer – Schiedsrichter: Couliabaly / Diabate (Elfenbeinküste) | | | |
| 23. Januar 2011 – Spiel um Platz 19 | | | | |
| 14:00 Uhr                           | Tunesien | – | Rumänien | 29:30 (14:17) |
| Tore:                               | Tej (7), Touati (4), Alouini (3), Hedoui (9), Haj (2), Gatfi (3), Saied (1) – Toma (6), Georgescu (1), Stamate (8), Florea (8/4), Novanc (2), Sabou (1), Stamate (8), Mureșan (1), Fenici (1)                                                                          | Tej (7), Touati (4), Alouini (3), Hedoui (9), Haj (2), Gatfi (3), Saied (1) – Toma (6), Georgescu (1), Stamate (8), Florea (8/4), Novanc (2), Sabou (1), Stamate (8), Mureșan (1), Fenici (1)                                                                          | Tej (7), Touati (4), Alouini (3), Hedoui (9), Haj (2), Gatfi (3), Saied (1) – Toma (6), Georgescu (1), Stamate (8), Florea (8/4), Novanc (2), Sabou (1), Stamate (8), Mureșan (1), Fenici (1)                                                                          | Tej (7), Touati (4), Alouini (3), Hedoui (9), Haj (2), Gatfi (3), Saied (1) – Toma (6), Georgescu (1), Stamate (8), Florea (8/4), Novanc (2), Sabou (1), Stamate (8), Mureșan (1), Fenici (1)                                                                          |
|                                     | Kristianstad – Zuschauer – Schiedsrichter: Abrahamsen / Kristiansen (Norwegen) | | | |
| 23. Januar 2011 – Spiel um Platz 17 | | | | |
| 16:30 Uhr                           | Österreich | – | Slowakei | 35:39 (18:19) |
| Tore:                               | Szilagyi (7), Bozovic (4), Mayer (2), Schlinger (4), Wagesreiter (3), Wilczynski (5/1), Weber (4/1), Jochum (1), Fölser (4), Posch (1) – Sulc (2), Tumidalsky (6), Niznan (2), Valo (1), Tarhai (7) – Urban (1), M. Stranovsky (7/1), Antl (4/2), Mazak (1), Kopco (8) | Szilagyi (7), Bozovic (4), Mayer (2), Schlinger (4), Wagesreiter (3), Wilczynski (5/1), Weber (4/1), Jochum (1), Fölser (4), Posch (1) – Sulc (2), Tumidalsky (6), Niznan (2), Valo (1), Tarhai (7) – Urban (1), M. Stranovsky (7/1), Antl (4/2), Mazak (1), Kopco (8) | Szilagyi (7), Bozovic (4), Mayer (2), Schlinger (4), Wagesreiter (3), Wilczynski (5/1), Weber (4/1), Jochum (1), Fölser (4), Posch (1) – Sulc (2), Tumidalsky (6), Niznan (2), Valo (1), Tarhai (7) – Urban (1), M. Stranovsky (7/1), Antl (4/2), Mazak (1), Kopco (8) | Szilagyi (7), Bozovic (4), Mayer (2), Schlinger (4), Wagesreiter (3), Wilczynski (5/1), Weber (4/1), Jochum (1), Fölser (4), Posch (1) – Sulc (2), Tumidalsky (6), Niznan (2), Valo (1), Tarhai (7) – Urban (1), M. Stranovsky (7/1), Antl (4/2), Mazak (1), Kopco (8) |
|                                     | Kristianstad – 1546 Zuschauer – Schiedsrichter: Al-Marzouqi / Al-Nuaimi (Vereinigte Arab. Emirate) | | | |

## Spiele um Plätze 13 bis 16
| 22. Januar 2011                     | 22. Januar 2011 | 22. Januar 2011 | 22. Januar 2011 | 22. Januar 2011 |
| ----------------------------------- | --- | --- | --- | --- |
| 14:00 Uhr                           | Ägypten | – | Japan | 34:28 (17:14) |
| Tore:                               | Ramadani (2), B. Mabrouk (7), Hussein (1), Razek (3), Mamdouh Hashem Shebib (1), Keshk (7/2), Haggag (3), Hassam (3), El Ahmar (7/1), El Kaioby (1) – Kishigawa (4), Izuma (4), Toyoda (2), Kaido (1), Higashinagahama (1), Tomita (2), Nomura (3), Higashinagahama (3/1), Kadoyama (1), Suematsu (7) | Ramadani (2), B. Mabrouk (7), Hussein (1), Razek (3), Mamdouh Hashem Shebib (1), Keshk (7/2), Haggag (3), Hassam (3), El Ahmar (7/1), El Kaioby (1) – Kishigawa (4), Izuma (4), Toyoda (2), Kaido (1), Higashinagahama (1), Tomita (2), Nomura (3), Higashinagahama (3/1), Kadoyama (1), Suematsu (7) | Ramadani (2), B. Mabrouk (7), Hussein (1), Razek (3), Mamdouh Hashem Shebib (1), Keshk (7/2), Haggag (3), Hassam (3), El Ahmar (7/1), El Kaioby (1) – Kishigawa (4), Izuma (4), Toyoda (2), Kaido (1), Higashinagahama (1), Tomita (2), Nomura (3), Higashinagahama (3/1), Kadoyama (1), Suematsu (7) | Ramadani (2), B. Mabrouk (7), Hussein (1), Razek (3), Mamdouh Hashem Shebib (1), Keshk (7/2), Haggag (3), Hassam (3), El Ahmar (7/1), El Kaioby (1) – Kishigawa (4), Izuma (4), Toyoda (2), Kaido (1), Higashinagahama (1), Tomita (2), Nomura (3), Higashinagahama (3/1), Kadoyama (1), Suematsu (7) |
|                                     | Skövde – 1634 Zuschauer – Schiedsrichter: Menezes / Aparecdio Pinto (Brasilien) | | | |
| 16:30 Uhr                           | Algerien | – | Südkorea | 24:29 n. V. (23:23, 12:17) |
| Tore:                               | Berkous (2), Labane (3), Rahim (3), Daoud (4), Boultif (3/2) – Layadi (3), Hamad (4), Mokrani (1) – Jeong (3), Sim (2), Eom (1), Jung (5), C.-Y. Park (3), Oh (1), Yu (8/2), Hwan Sung (1), J.-G. Park (5), J.-W. Lee (1)                                                                             | Berkous (2), Labane (3), Rahim (3), Daoud (4), Boultif (3/2) – Layadi (3), Hamad (4), Mokrani (1) – Jeong (3), Sim (2), Eom (1), Jung (5), C.-Y. Park (3), Oh (1), Yu (8/2), Hwan Sung (1), J.-G. Park (5), J.-W. Lee (1)                                                                             | Berkous (2), Labane (3), Rahim (3), Daoud (4), Boultif (3/2) – Layadi (3), Hamad (4), Mokrani (1) – Jeong (3), Sim (2), Eom (1), Jung (5), C.-Y. Park (3), Oh (1), Yu (8/2), Hwan Sung (1), J.-G. Park (5), J.-W. Lee (1)                                                                             | Berkous (2), Labane (3), Rahim (3), Daoud (4), Boultif (3/2) – Layadi (3), Hamad (4), Mokrani (1) – Jeong (3), Sim (2), Eom (1), Jung (5), C.-Y. Park (3), Oh (1), Yu (8/2), Hwan Sung (1), J.-G. Park (5), J.-W. Lee (1)                                                                             |
|                                     | Skövde – 1711 Zuschauer – Schiedsrichter: Karbas-Chi / Kolahdouzan (Iran) | | | |
| 24. Januar 2011 – Spiel um Platz 15 | | | | |
| 18:00 Uhr                           | Algerien | – | Japan | 29:24 (13:13) |
| Tore:                               | Boumendjel (1), Hamoud Ayat (6), Daoud (3), Boultif (1), Layadi (2), Zouaoui (8), Hamad (5), Boudrali (3) – Mori (3), Toyoda (2), Suematsu (2/1), Takeda (1), Kishigawa (1), Kaido (6), Nomura (1), Higashinagahama (1), Kadoyama (3), Higashinagahama (2), Izuma (1), Tomita (1)                     | Boumendjel (1), Hamoud Ayat (6), Daoud (3), Boultif (1), Layadi (2), Zouaoui (8), Hamad (5), Boudrali (3) – Mori (3), Toyoda (2), Suematsu (2/1), Takeda (1), Kishigawa (1), Kaido (6), Nomura (1), Higashinagahama (1), Kadoyama (3), Higashinagahama (2), Izuma (1), Tomita (1)                     | Boumendjel (1), Hamoud Ayat (6), Daoud (3), Boultif (1), Layadi (2), Zouaoui (8), Hamad (5), Boudrali (3) – Mori (3), Toyoda (2), Suematsu (2/1), Takeda (1), Kishigawa (1), Kaido (6), Nomura (1), Higashinagahama (1), Kadoyama (3), Higashinagahama (2), Izuma (1), Tomita (1)                     | Boumendjel (1), Hamoud Ayat (6), Daoud (3), Boultif (1), Layadi (2), Zouaoui (8), Hamad (5), Boudrali (3) – Mori (3), Toyoda (2), Suematsu (2/1), Takeda (1), Kishigawa (1), Kaido (6), Nomura (1), Higashinagahama (1), Kadoyama (3), Higashinagahama (2), Izuma (1), Tomita (1)                     |
|                                     | Skövde – 1510 Zuschauer – Schiedsrichter: Načevski / Nikolov (Mazedonien) | | | |
| 24. Januar 2011 – Spiel um Platz 13 | | | | |
| 20:30 Uhr                           | Ägypten | – | Südkorea | 23:26 (11:12) |
| Tore:                               | Hussein (2), Mamdouh Hashem Shebib (3), Yoousef (1), Abdel Wares (6), Keshk (3), Hassam (4), El Ahmar (2), Razek (2) – Duk Jun (1), Jeong (6), Sim (3/3), Jung (3), J.-G. Park (7), J.-W. Lee (3/3), Yu (3)                                                                                           | Hussein (2), Mamdouh Hashem Shebib (3), Yoousef (1), Abdel Wares (6), Keshk (3), Hassam (4), El Ahmar (2), Razek (2) – Duk Jun (1), Jeong (6), Sim (3/3), Jung (3), J.-G. Park (7), J.-W. Lee (3/3), Yu (3)                                                                                           | Hussein (2), Mamdouh Hashem Shebib (3), Yoousef (1), Abdel Wares (6), Keshk (3), Hassam (4), El Ahmar (2), Razek (2) – Duk Jun (1), Jeong (6), Sim (3/3), Jung (3), J.-G. Park (7), J.-W. Lee (3/3), Yu (3)                                                                                           | Hussein (2), Mamdouh Hashem Shebib (3), Yoousef (1), Abdel Wares (6), Keshk (3), Hassam (4), El Ahmar (2), Razek (2) – Duk Jun (1), Jeong (6), Sim (3/3), Jung (3), J.-G. Park (7), J.-W. Lee (3/3), Yu (3)                                                                                           |
|                                     | Skövde – 1525 Zuschauer – Schiedsrichter: Canbro / Claesson (Schweden) | | | |

## Spiele um Plätze 5 bis 12
| 27. Januar 2011 – Spiel um Platz 11 | 27. Januar 2011 – Spiel um Platz 11 | 27. Januar 2011 – Spiel um Platz 11 | 27. Januar 2011 – Spiel um Platz 11 | 27. Januar 2011 – Spiel um Platz 11 |
| ----------------------------------- | --- | --- | --- | --- |
| 18:00 Uhr                           | Deutschland | – | Argentinien | 40:35 n.2V. (31:31, 27:27, 13:12) |
| Tore:                               | Christophersen (1), Hens (2), Kaufmann (1), Haaß (3), Kraus (3), Glandorf (9), Pfahl (1), Gensheimer (9/2), Groetzki (6), Heinl (3), Preiß (2) – Canepa (2), Carou (3), Fernendez (6), Ferro (1), Kogovsek (2), Pizarro (2/1), Querin (1), D. Simonet (7), S. Simonet (4), Vidal (2), Vieyra (5) | Christophersen (1), Hens (2), Kaufmann (1), Haaß (3), Kraus (3), Glandorf (9), Pfahl (1), Gensheimer (9/2), Groetzki (6), Heinl (3), Preiß (2) – Canepa (2), Carou (3), Fernendez (6), Ferro (1), Kogovsek (2), Pizarro (2/1), Querin (1), D. Simonet (7), S. Simonet (4), Vidal (2), Vieyra (5) | Christophersen (1), Hens (2), Kaufmann (1), Haaß (3), Kraus (3), Glandorf (9), Pfahl (1), Gensheimer (9/2), Groetzki (6), Heinl (3), Preiß (2) – Canepa (2), Carou (3), Fernendez (6), Ferro (1), Kogovsek (2), Pizarro (2/1), Querin (1), D. Simonet (7), S. Simonet (4), Vidal (2), Vieyra (5) | Christophersen (1), Hens (2), Kaufmann (1), Haaß (3), Kraus (3), Glandorf (9), Pfahl (1), Gensheimer (9/2), Groetzki (6), Heinl (3), Preiß (2) – Canepa (2), Carou (3), Fernendez (6), Ferro (1), Kogovsek (2), Pizarro (2/1), Querin (1), D. Simonet (7), S. Simonet (4), Vidal (2), Vieyra (5) |
|                                     | Kristianstad – ca. 1000 Zuschauer – Schiedsrichter: Canbro / Claesson (Schweden) | | | |
| 27. Januar 2011 – Spiel um Platz 9  | | | | |
| 20:30 Uhr                           | Norwegen | – | Serbien | 32:31 n. V. (29:29, 14:16) |
| Tore:                               | Lund (2), Rambo (2), E. L. Hansen (2), Kjelling (3), Mamelund (1), Tvedten (9/5), Paulsen (4), Koren (4), Myrhol (5) – Sesum (4), Vujin (2), Toskic (1), Stankovic (6), Markovic (1), Prodanovic (3), Stojkovic (4), Rnic (3), Ilic (7/3)                                                        | Lund (2), Rambo (2), E. L. Hansen (2), Kjelling (3), Mamelund (1), Tvedten (9/5), Paulsen (4), Koren (4), Myrhol (5) – Sesum (4), Vujin (2), Toskic (1), Stankovic (6), Markovic (1), Prodanovic (3), Stojkovic (4), Rnic (3), Ilic (7/3)                                                        | Lund (2), Rambo (2), E. L. Hansen (2), Kjelling (3), Mamelund (1), Tvedten (9/5), Paulsen (4), Koren (4), Myrhol (5) – Sesum (4), Vujin (2), Toskic (1), Stankovic (6), Markovic (1), Prodanovic (3), Stojkovic (4), Rnic (3), Ilic (7/3)                                                        | Lund (2), Rambo (2), E. L. Hansen (2), Kjelling (3), Mamelund (1), Tvedten (9/5), Paulsen (4), Koren (4), Myrhol (5) – Sesum (4), Vujin (2), Toskic (1), Stankovic (6), Markovic (1), Prodanovic (3), Stojkovic (4), Rnic (3), Ilic (7/3)                                                        |
|                                     | Kristianstad – 2141 Zuschauer – Schiedsrichter: Al-Marzouqi / Al-Nuaimi (VAE) | | | |
| 28. Januar 2011 – Spiel um Platz 7  | | | | |
| 18:00 Uhr                           | Polen | – | Ungarn | 28:31 (14:16) |
| Tore:                               | Bielecki (3), Kuchczynski (3), Jurasik (1), Jaszka (2), Jurkiewicz (3), Zaremba (3), Rosinski (2), Tomczak (1), Tluczynski (2), B. Jurecki (6), Grabarczyk (2) – Mocsai (7), Lekai (1), Ilyes (6), Csaszar (3), Harsanyi, T. Ivancsik (4), G. Ivancsik (11/7)                                    | Bielecki (3), Kuchczynski (3), Jurasik (1), Jaszka (2), Jurkiewicz (3), Zaremba (3), Rosinski (2), Tomczak (1), Tluczynski (2), B. Jurecki (6), Grabarczyk (2) – Mocsai (7), Lekai (1), Ilyes (6), Csaszar (3), Harsanyi, T. Ivancsik (4), G. Ivancsik (11/7)                                    | Bielecki (3), Kuchczynski (3), Jurasik (1), Jaszka (2), Jurkiewicz (3), Zaremba (3), Rosinski (2), Tomczak (1), Tluczynski (2), B. Jurecki (6), Grabarczyk (2) – Mocsai (7), Lekai (1), Ilyes (6), Csaszar (3), Harsanyi, T. Ivancsik (4), G. Ivancsik (11/7)                                    | Bielecki (3), Kuchczynski (3), Jurasik (1), Jaszka (2), Jurkiewicz (3), Zaremba (3), Rosinski (2), Tomczak (1), Tluczynski (2), B. Jurecki (6), Grabarczyk (2) – Mocsai (7), Lekai (1), Ilyes (6), Csaszar (3), Harsanyi, T. Ivancsik (4), G. Ivancsik (11/7)                                    |
|                                     | Kristianstad – Zuschauer – Schiedsrichter: Lazaar / Reveret (Frankreich) | | | |
| 28. Januar 2011 – Spiel um Platz 5  | | | | |
| 20:30 Uhr                           | Kroatien | – | Island | 34:33 (14:16) |
| Tore:                               | Balic (1), Vukovic (6), Buntic (9), Duvnjak (6), Kopljar (1), Strlek (1), Zmic (7/3), Maric (1), Vori (2) – Gudjonsson (6/2), Stefansson (6/3), Atlason (2), Hallgrimsson (1), G.V. Sigurdsson (10), Petersson (6), R. Gunnarsson (1), Svarvarsson (1)                                           | Balic (1), Vukovic (6), Buntic (9), Duvnjak (6), Kopljar (1), Strlek (1), Zmic (7/3), Maric (1), Vori (2) – Gudjonsson (6/2), Stefansson (6/3), Atlason (2), Hallgrimsson (1), G.V. Sigurdsson (10), Petersson (6), R. Gunnarsson (1), Svarvarsson (1)                                           | Balic (1), Vukovic (6), Buntic (9), Duvnjak (6), Kopljar (1), Strlek (1), Zmic (7/3), Maric (1), Vori (2) – Gudjonsson (6/2), Stefansson (6/3), Atlason (2), Hallgrimsson (1), G.V. Sigurdsson (10), Petersson (6), R. Gunnarsson (1), Svarvarsson (1)                                           | Balic (1), Vukovic (6), Buntic (9), Duvnjak (6), Kopljar (1), Strlek (1), Zmic (7/3), Maric (1), Vori (2) – Gudjonsson (6/2), Stefansson (6/3), Atlason (2), Hallgrimsson (1), G.V. Sigurdsson (10), Petersson (6), R. Gunnarsson (1), Svarvarsson (1)                                           |
|                                     | Malmö – 7436 Zuschauer – Schiedsrichter: Stark/Stefan (Rumänien) | | | |